# 大格拉杜耶夫斯科耶湖
60°48′48″N 29°4′24″E / 60.81333°N 29.07333°E
大格拉杜耶夫斯科耶湖（俄语：Большое Градуевское），是俄羅斯的湖泊，位於該國西北部，由列寧格勒州負責管轄，處於維堡區，面積7.9平方公里，海拔高度9米，集水區面積217平方公里。